# Cementerio Judío Sefardita de Barranquilla
El cementerio Judío Sefardita de Barranquilla es el más antiguo de los cementerios y estructuras judías de Colombia tras la garantización de la libertad religiosa en 1819, siendo este inaugurado en el año 1832 por Abraham Isaac Senior debido a la creciente comunidad de inmigrantes judíos que se asentó en la ciudad.

## Historia
Tras la invitación de Bolívar a los judíos de Curazao de poder establecerse en Colombia tras la independencia de la Corona de España, llegaron a barranquilla en el año 1923  las primeras familias judías provenientes de la isla anteriormente mencionada, durante la primera y segunda mitad del siglo XIX llegaron a la ciudad de manera masiva inmigrantes del Imperio otomano, siendo un porcentaje importante judíos sefarditas. Ante la situación de donde tener que dar sepultura a los fallecidos Abraham Isaac Senior funda en 1832 en un pequeño lote en la plaza de San Mateo el primer cementerio hebreo de Colombia, prestando también su hogar donde Moisés De Sola, cónsul de los Países Bajos y primer rabino de la comunidad, conducía las oraciones y el estudio de la Torá, el cementerio posteriormente fue absorbido por el Cementerio Universal.
Tras décadas de semi abandono en el año 2023 Willy Gerdst y otros Judíos de la comunidad reformaron el cementerio pintando, removiendo maleza y humedad de las paredes, y restaurando las tumbas.

## Personalidades sepultadas en el cementerio
Algunas personalidades sepultadas en el cementerio:
- Ernesto Cortissoz
- Jacobo Cortissoz
- Evaristo Sourdis Juliao
- Abraham Isaac Senior
- Moisés De Sola
- Abraham Lopez-Penha